# Science Foundation Ireland
Science Foundation Ireland (SFI, en irlandais Fondúireacht Eolaíochta Éireann) est une agence de la république d'Irlande créée en 2003 avec comme mission le financement de la recherche dans les secteurs stratégiques, en particulier le secteur des biotechnologies (l'Irlande serait l'un des premiers pays en génétique moléculaire, selon des critères scientométriques) en général ainsi que les technologies de l'information et de la communication. Elle dépend du ministre de l'Entreprise, du Commerce et de l'Innovation (en) (actuellement Mary Hanafin) et non du département de l'Éducation. La majorité du financement public est ainsi concentré sur ces secteurs, au détriment d'autres secteurs jugés de moindre intérêt en ce qui concerne la recherche et développement. 
La SFI gère 1,8 milliard d'euros provisionnés dans le cadre du National Development Plan (en) (2007-2013) et de la Strategy for Science, Technology and Innovation. Son budget en 2011 s'élève à 161 millions d'euros, onze millions de plus qu'en 2010. Elle finance en moyenne ses projets dans une échelle allant de 100 000 à un million d'euros par an. En 2000-2005, elle avait été chargée de près de la moitié des fonds alloués dans le cadre du plan de développement national, soit 650 millions d'euros sur 1,3 milliard d'euros. La SFI participe au financement de l'observatoire Very Energetic Radiation Imaging Telescope Array System situé aux États-Unis.
Elle a été présidée par William Harris (2001-2006), Mark Keane (en) (2006-2007), Frank Gannon (2007-2010) et Graham Love (2010-).